# Šalčininkai
Šalčininkai (magyar átírással kb. salcsininké, lengyelül: Soleczniki) város Litvániában, Vilnius megye délkeleti részén, a fehérorosz határ mellett. A település 1956-ban nyerte el a városi jogot, és jelenleg a Šalčininkai kerület központja.

## Nemzetiségek
A lakosság soknemzetiségű: A lakosság legnagyobb részét lengyelek alkotják (72%), egyéb nemzetiségek: litvánok (13%), oroszok (7%), fehéroroszok (4%), romák (nem számottevő). Šalčininkai-ben él a legtöbb lengyel nemzetiségű Litvániában.